# Bikoro
Bikoro – miasto w Demokratycznej Republice Konga, w prowincji Równikowej, nad jeziorem Tumba, na południe od Mbandaka. W 2010 liczyło 7 128 mieszkańców.